# Prudencio Murguiondo
Juan Prudencio Murguiondo Gorostiza (Marín, Escoriaza, Guipúzcoa, España, 29 de abril de 1767-Montevideo, Uruguay, 1826) fue un marino y militar español, de destacada carrera y actuación en el virreinato del Río de la Plata y durante los procesos independentistas del Uruguay y la Argentina.
Desde joven se educó como oficial de marina, fue piloto de altura de la marina mercante y agrimensor.
Llegó al Virreinato del Río de la Plata en 1804 y perteneció al apostadero naval de Montevideo. Se casó con una joven inglesa.

## Participación durante las invasiones inglesas
En 1806 se unió a las fuerzas del Virrey Santiago de Liniers que lucharon durante la Reconquista de Buenos Aires contra la primera invasión inglesa revistando como 2.º Comandante de las Compañías que al mando de Hipólito Mordeille desembarcaron en Las Conchas y acudieron a la fortaleza en la rendición incondicional de William Carr Beresford, como atestiguó ante el Cabildo el 20 de septiembre de 1806.
El 8 de septiembre de ese mismo año, fue uno de los organizadores del Cuerpo de Voluntarios Urbanos "Cántabros de la Amistad", también conocido como "Tercio de Vizcaínos" integrado por cinco compañías de vizcaínos y navarros, dos de asturianos, una de naturales de Castilla la Vieja (castellanos viejos) y una agregada de cazadores correntinos, con un pie de fuerza total de 530 efectivos al 1 de julio de 1807 en el Puente de Gálvez. Fue elegido comandante por sus oficiales y se le fijó una retribución de 2400 pesos anuales con cargo a recursos del propio cuerpo, y a fin de que dedicara su tiempo completo a la instrucción militar del mismo.
Le correspondió comandar la fuerza que, por orden de la Audiencia de Buenos Aires, se destacó a la Banda Oriental para notificar la cesación en su cargo al Virrey Rafael de Sobremonte, en febrero de 1807. Detuvo y arrestó a Sobremonte e intervino sus papeles públicos y privados, en el paraje de la Posta de Durán, cerca del Rosario (oriental), con fecha 17 de febrero. Desde allí lo trasladó vía Las Conchas y San Fernando de la Buena Vista, hasta el confinamiento en la Convalecencia de los Betlemitas, en Buenos Aires.
El Cuerpo bajo su mando tuvo una actuación muy destacada en la defensa contra la segunda invasión, en 1807, participando en el combate en los Corrales de Miserere el 2 de julio y en la defensa entre el 3 y el 7 de julio. Fue ascendido a coronel por méritos de guerra.
Junto a los Tercios de Gallegos y Catalanes o Miñones, el cuerpo se unió a la asonada dirigida por Martín de Álzaga — vasco como él — el 1 de enero de 1809, y se vio enfrentado a los Patricios de Saavedra y otros, en la represión de la misma.
No obstante, Prudencio Murguiondo ya había sido destinado por Liniers a comandar el Cuerpo de Voluntarios del Río de la Plata en los primeros días de septiembre de 1807, y marchó a la asunción de su nuevo mando en la guarnición de Montevideo, pudiendo así evitar cualquier repercusión por su participación en el antedicho episodio. Integró la Junta de Montevideo de 1808.
Cubriendo aquel destino, fue uno de los fundadores de la villa de La Florida, el 24 de abril de 1809, y como agrimensor, fue quien diseñó los planos de mensura y distribución del nuevo asentamiento.

## Accionar durante la Revolución de Mayo
Al estallar en Buenos Aires la Revolución de Mayo, por influencia de Pedro Feliciano Cavia, se unió a los conspiradores a favor de ella. Pero, no obstante los intentos revolucionarios del grupo, la ciudad de Montevideo permaneció en manos realistas, especialmente después de que la flota bajo el mando del capitán José María Salazar se trasladara de Buenos Aires a Montevideo.
Entonces logró reunir varios regimientos y cuerpos militares, con los que ocupó la Ciudadela de Montevideo, el centro militar de la ciudad. Pero el resto de la ciudad quedó en manos de las fuerzas leales al gobernador Joaquín de Soria. Éste envió al asesor del cabildo, Nicolás Herrera — quien más tarde pasaría al bando independentista — a invitar a Murguiondo y sus oficiales a parlamentar en el cabildo de la ciudad. Cayeron en la trampa, quedando inmediatamente bajo arresto al igual que sus soldados, quienes resultaron fácilmente sometidos.
Fue enviado preso a Cádiz, donde pasó casi dos años prisionero. Regresó a Buenos Aires a fines de 1812, y en enero del año siguiente fue ascendido a teniente coronel, por tercera vez en su carrera militar. En marzo de 1813 fue el presidente del tribunal que juzgaba a Balcarce y Viamonte por el desastre de Huaqui.
Al año siguiente se incorporó al sitio de Montevideo, poco antes de que la ciudad cayera en manos de los patriotas; volvió a ser ascendido a coronel.
Permaneció hasta principios del año siguiente en Montevideo, hasta que la ciudad fue entregada a los federales de José Artigas. De vuelta en Buenos Aires, fue comandante del Regimiento de Granaderos de Infantería. En febrero de 1817 fue desterrado por el Director Supremo Pueyrredón, por el delito de pertenecer a un partido de oposición; consiguió quedar unas semanas detenido en su casa y no ser desterrado.
A fines de 1817 estaba de regreso en Montevideo; la ciudad estaba ahora en manos portuguesas. Se dedicó a negocios comerciales y fue funcionario del Cabildo de la ciudad.
En 1822 fue uno de los llamados Caballeros Orientales, grupo integrado por conspiradores que confiaban en lograr la reincorporación de la Banda Oriental a la Argentina por medios pacíficos, y que luego llamaron en su auxilio a varios gobernadores argentinos, sin ningún éxito. Tras el fracaso de esta operación, fue miembro de la asamblea que declaró la provincia incorporada al Imperio Brasileño; fue legislador de la nueva provincia, llamada Provincia Cisplatina, y al año siguiente era coronel del regimiento de Cívicos de Montevideo.
Cuando estalló la Guerra del Brasil parece haber estado muy enfermo, por lo que no tomó posición en ese enfrentamiento.[cita requerida]
Falleció en Montevideo en 1826.